# 14500 Kibo
14500 Kibo eller 1995 WO7 är en asteroid i huvudbältet som upptäcktes den 27 november 1995 av den japanska astronomen Takao Kobayashi vid Ōizumi-observatoriet. Den är uppkallad efter det japanska ordet Kibo, vilket betyder Hopp eller Önskan.